# Bukowska Wola
Bukowska Wola is een plaats in het Poolse district Miechowski, woiwodschap Klein-Polen. De plaats maakt deel uit van de gemeente Miechów en telt 490 inwoners.